# Гарольд Вівер
Гарольд Ентоні Вівер (англ. Harold Anthony Weaver, Jr., нар. 1953) — американський астроном, відомий своїми дослідженнями складу тіл Сонячної системи, зокрема комет та об'єктів поясу Койпера.
Вівер навчався в бакалавріаті в Дюкському університеті, потім здобув ступінь доктора філософії в Університеті Джона Гопкінса, де він досліджував спектри комет, використовуючи дані космічного телескопа International Ultraviolet Explorer.
З 2002 року Вівер працює в Лабораторії прикладної фізики. Він був членом команди ультрафіолетового спектрометра Alice на борту місії «Розетта» до комети 67P/Чурюмова — Герасименко. У 1990-х і 2000-х роках він працював на космічному телескопі Far Ultraviolet Spectroscopic Explorer, проводив дослідження комет за допомогою космічного телескопа Габбл і був одним із керівників групи пошуку супутників Плутона, яка у 2005 році за допомогою телескопа Габбл відкрила його другий і третій супутники — Нікту і Гідру.
Його участь у місії New Horizons до Плутона зробила його співвідкривачем ще двох його супутників — Кербера та Стікса у 2011 та 2012 роках відповідно. Вівер часто з'являвся разом із головним дослідником New Horizons Аланом Стерном на пресбрифінгах, де повідомлялося про висновки місії після прольоту Плутона та 486958 Аррокота, а також виступав у ЗМІ з інформацією про перебіг космічної місії.
Астероїд 5720 Галвівер, що перетинає орбіту Марса, названий на його честь.